# Warcisław VIII de Poméranie
Warcisław VIII de Poméranie  (vers 1373 mort le 22/23 aout 1415) est un duc de Poméranie-Wolgast de 1405 à 1415.

## Origine et jeunesse
Warcisław VIII de Poméranie est le fils cadet de Warcisław VI de Poméranie et de son épouse Anne de Mecklembourg-Stargard. Il est d'abord destiné au clergé et à l'âge de 14 ans il est nommé archidiacre à Tribsees. En 1393 il abandonne l'état de clerc pour se marier. Selon une tradition ultérieure il fait un pèlerinage en Terre-Sainte pour obtenir une dispense de renonciation à ses vœux
Il est possible qu'il commence ce pèlerinage avec son cousin Warcisław VII de Poméranie-Stolp, qui doit renoncer au voyage à cause d'une maladie.

## Règne
Warcisław VIII  succède à son père en 1394 à Rügen pendant que son frère aîné Barnim VI de Poméranie s'établit à Wolgast et Barth. Pendant leur règne conjoint les deux ducs rejoignent la Ligue Hanséatique dans son combat contre la piraterie dans la mer Baltique. Cependant comme Barnim VI n'hésite pas à mener parfois lui-même des expéditions de piraterie les relations demeurent tendues avec la Ligue Hanséatique et l'Ordre Teutonique jusqu'à la mort de Barnim VI en 1405.
Après la mort de son frère Barnim, Warcisław VIII règne seul sur l'ensemble de la Poméranie-Wolgast, et intervient comme régent au nom des deux fils de Barnim VI: Warcisław IX (né en 1400) et Barnim VII (né vers 1404). Il met fin à son  conflit avec le  Grand-Maître de l'Ordre Teutonique en mars 1406 et entreprend un pèlerinage à Rome, où le pape Grégoire XII lui remet une Rose d'or. Après son retour, Warcisław fait don de la « Rose d'Or » au monastère de Pudagla, où elle est ensuite considérée comme miraculeuse. Elle est finalement détruite par l'abbé Henri, qui dirige le monastère entre  1479 et 1493, car elle était devenu l'objet d'une culte idolâtre. Pendant son règne, un incident éclate à Stralsund, au cours duquel la foule furieuse brûle trois prêtres sur une bûcher. Warcisław réussit à imposer sa médiation pour l'expiation de ce crime en 1409, mais il ne peut pas régler le problème de la désaffection du clergé de façon définitive.
Lors de la guerre entre les ducs de Poméranie-Stettin, c'est-à-dire. Swantibor Ier / III et ensuite ses fils  Otto II et Casimir V contre  Frédéric Ier margrave de Brandebourg, Warcisław se range aux côtés de ce dernier. En 1413, il conclut une alliance avec  Frédéric Ier et son fils aîné, nommé également Warcisław, est fiancé avec Marguerite la fille de Frédéric. Toutefois, Warcisław le Jeune meurt un ou deux ans plus tard avant d'épouser Marguerite. Warcisław VIII et Fréderic Ier se rendent ensemble au concile de Constance, où l'Empereur Sigismond de Luxembourg investit Warcisław comme « Duc de Poméranie ». Toutefois, Warcisław doit regagner la Poméranie afin de faire face à des émeutes et ne participe pas aux séances du concile au cours desquelles le réformateur Jean Huss est condamné au buché pour hérésie.
Le duc Warcisław VIII meurt le  20 aout 1415. Il est inhumé dans l'église Saint-Pierre de Wolgast. Après sa mort son épouse Agnès et un Conseil de Régence interviennent à la fois pour ses deux propres enfants Barnim VIII et Swantibor IV mais aussi pour ceux de son beau-frère  Warcisław IX et Barnim VII, jusqu'à ce que Warcisław IX, l'aîné des quatre soit reconnu majeur en 1417.

## Union et postérité
Warcisław VIII de Poméranie & son épouse Agnès de Saxe-Lauenbourg fille d'Éric IV de Saxe-Lauenbourg ont quatre enfants dont deux fils survivants:  
- Warcisław mort vers 1415
- Barnim VIII de Poméranie  duc à Tribsees de 1415 à 1451.
- Świętobor/Svantibor II (IV) de Poméranie duc à Rügen de 1415 à 1436
- Sophie (morte le 17 mars 1453) épouse le 13 novembre 1426 Guillaume de Mecklembourg-Werle-Güstrow Prince de Wanden et seigneur de  Werle fils Laurent de Mecklembourg-Werle-Güstrow et Goldberg et de son épouse  Mechtild de Werle-Goldberg.